# أوبريت بعد العسل
أوبريت بعد العسل، هو الجزء الأخير من سلسلة أوبريت مداعبات قبل الزواج وشهر العسل . وفي هذا الجزء حدث تطور كبير في القصة حيث أنه قدم بعد الجزء الثاني ب12 عاماً في العام 1989. وبالإضافة إلى الثنائي بطل هذا الاوبريت من البداية عبد الحسين عبد الرضا وسعاد عبد الله اشتركت الفنانة انتصار الشراح.

## قصة الاوبريت
تمر السنوات ولم تحمل أمينه فيصر راشد على ان يصبح له ولد يحمل اسمه خصوصاً انه تقدم في السن فيبحث عن زوجه أخرى فيتزوج شيخه وقامت بدورها انتصار الشراح فتبدأ المشاكل الكثيره بين الضرتين والضحية هو الزوج. إلى ان تحدث المفاجأة فتحمل الزوجة الأولى والحب الأول امينه ويترك راشد الزوجة الثانية ويعود للحب الأول.

## الممثلين المشاركين
- عبد الحسين عبد الرضا (راشد).
- سعاد عبد الله (أمينة).
- انتصار الشراح (شيخة).
- أمل عباس (أم شيخة).
- عبد المحسن الخلفان (أبو شيخة).

كذلك ظهرت الممثلة منى شداد بدور كومبارس صامت.